# Peur de rien blues
Singles de Jean-Jacques Goldman
Il changeait la vie
(1988) Elle attend
(1996)
Peur de rien blues est une chanson de Jean-Jacques Goldman, sortie en single en 1989. À l'origine, la chanson est parue sur le double album studio Entre gris clair et gris foncé, paru en 1987, puis fut publiée en single dans une version live, extraite de l'album Traces.
Entré au Top 50 le 27 mai 1989, Peur de rien blues y reste durant dix semaines consécutives, dont une à la 17e place, son meilleur positionnement dans le classement, à la troisième semaine. 
Les importants solos de guitare qui jalonnent le morceau sont joués par Jean-Jacques Goldman et Michael Jones, aussi bien pour l'album que lors des concerts.
"Avec ma guitare à la main je n'ai peur de rien" est une phrase prononcée par Django Reinhardt.[réf. souhaitée]